# Taťána Kolpakovová
Taťána Alexejevna Kolpakovová (rusky Татьяна Алексеевна Колпакова) (* 18. října 1959, Alamüdün) je bývalá kyrgyzská atletka reprezentující Sovětský svaz, olympijská vítězka ve skoku do dálky.
Členkou sovětské atletické reprezentace se stala v roce 1979. O rok později startovala na olympiádě v Moskvě, kde nečekaně zvítězila v soutěži dálkařek v novém olympijském i osobním rekordu 706 cm. Po vzniku Kyrgyzstánu byla vyhlášena kyrgyzskou atletkou století.
Jejím manželem je Šamil Abbjasov, halový mistr Evropy v trojskoku z roku 1981.